# Suicide chez les personnes autistes
Vous n'êtes pas seul(e). Si vous avez des pensées suicidaires, il existe dans chaque pays des associations ou organismes d'écoute et d'aide, que vous pouvez contacter par téléphone (généralement 24/24 h, 7/7 jours, de manière anonyme). En France : 3114 ; en Belgique : 0800 32 123 ; en Suisse : 143 ; au Québec : 1-866-APPELLE (1-866-277-3553). En cas d'urgence absolue, contactez par téléphone les services de secours (police, pompiers…) de votre pays.
Vous lisez un « bon article » labellisé en 2023.

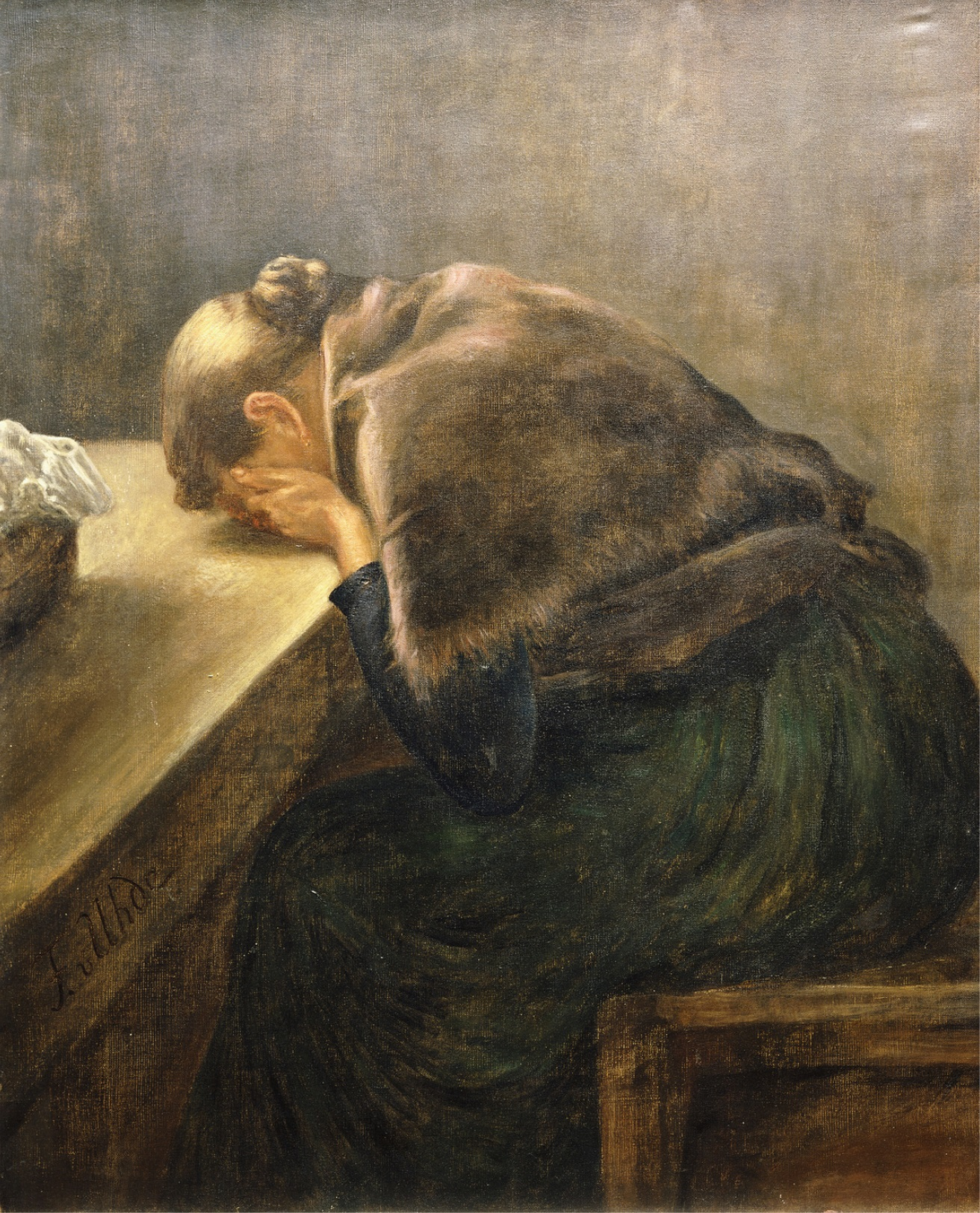
Représentation de la douleur morale.

Le suicide chez les personnes autistes fait l'objet de recherches scientifiques, particulièrement depuis la fin des années 2010. La prévalence très élevée d'idées suicidaires et de passages à l'acte concerne aussi bien les enfants et les jeunes que les adultes, y compris à travers des demandes d'euthanasie volontaire. Cette mortalité suicidaire est trois à sept fois supérieure à celle de la population générale, avec des variations en fonction des pays.
Si les causes exactes de la prévalence des suicides parmi la communauté autiste sont discutées, les témoignages des personnes qui ont survécu à une ou plusieurs tentatives évoquent leur sentiment d'être perçues comme un fardeau par leur entourage, leur rapport contrarié avec l'autisme, leur ressenti de traumatisme, ainsi que leur épuisement découlant du camouflage de leurs traits autistiques en public. D'autres facteurs de risque identifiés sont le harcèlement, le diagnostic trop tardif et le haut potentiel intellectuel. L'identification de ce risque suicidaire par les professionnels cliniciens et par la famille fait souvent défaut. La surreprésentation des demandes de suicide assisté par des personnes diagnostiquées autistes en Belgique et aux Pays-Bas questionne la capacité de la société à leur offrir des conditions de vie dignes.
La remontée de l'estime de soi et l'inclusion sociale diminuent ces taux de suicide.

## Statistiques et faits

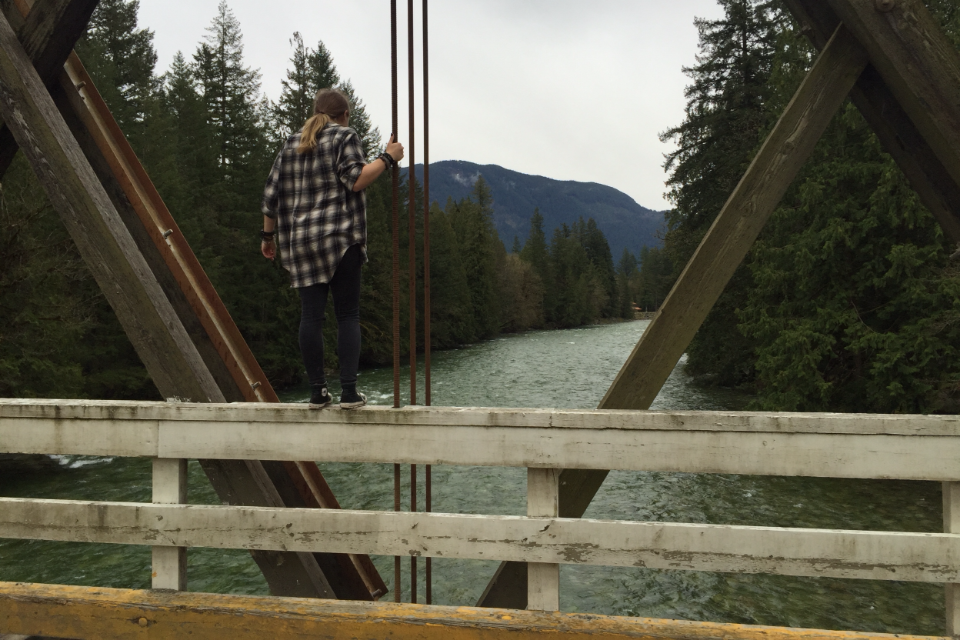
Jeune fille sur le rebord d'un pont.

Unanimement reconnu comme élevé,,,,,,, le taux de suicide parmi la population autiste est l'une de ses plus importantes causes de mortalité. Les taux mesurés peuvent varier en fonction des méthodologies adoptées et des pays dans lesquels les études sont menées : une partie de cette variabilité réside dans le choix de l'échelle de mesure du risque suicidaire, en particulier quand elles ne distinguent pas les tentatives de suicide des comportements d'automutilation.
Quatre études menées entre 2014 et 2017, notamment au Royaume-Uni, déterminent un taux environ six fois plus élevé parmi la population autiste que dans la population générale. Une étude suédoise publiée en 2016 conclut à un taux 7,5 fois plus élevé,. D'après un rapport de l'institut national de santé publique du Québec publié en 2017, le taux de suicide des jeunes autistes québécois de moins de 24 ans est le double de celui des autres jeunes du même âge ; un taux au moins double est également déterminé parmi la jeune population autiste de l'Utah sur la période 2013-2017. Une étude avec groupe de contrôle sur 5 218 jeunes autistes originaires de Taïwan conclut à une fréquence des tentatives de suicide à 3,9 %, contre 0,7 % parmi le groupe de contrôle.
Une étude de cohorte danoise de plus de 6,5 millions de personnes, avec des observations sur une période de 10 ans, conclut à un risque plus de trois fois plus élevé chez les personnes autistes pour les tentatives de suicide et les décès,,. Cette cohorte compte 35 020 personnes diagnostiquées d'un trouble du spectre de l'autisme (TSA), dont 587 (soit 0,9 %) ont tenté de se suicider, 53 ayant réussi leur tentative. Les taux mesurés chez des personnes possiblement autistes et sans diagnostic sont comparables à ceux mesurés chez les personnes diagnostiquées. L'analyse de traits autistiques chez des personnes mortes par suicide en Angleterre conclut à la surreprésentation significative de ces caractéristiques autistiques.

### Taux d'idéations suicidaires
D'après une recension systématique avec méta-analyse de différentes études, réalisée en 2023 par Victoria Newell et son équipe, les idées suicidaires sont présentes chez plus d'un tiers (34,2 %) des personnes autistes et supposées autistes sans handicap intellectuel associé, les tentatives et comportements suicidaires étant présents chez 24,3 % d'entre elles, ce qui est considérablement plus élevé que dans la population générale, où la prévalence transnationale des idées suicidaires est d'environ 9 %, pour 2 à 3 % de projets de suicides et de tentatives. Une méta-analyse plus ancienne d'un an, celle de O'Halloran et ses collègues, conclut à environ un quart d'idéations suicidaires parmi toute la population autiste, pour une personne sur dix qui fera une tentative au cours de sa vie.
La prévalence des idées suicidaires varie selon la situation géographique. Elle est plus faible en Asie (Corée, Taïwan, Chine, Singapour et Japon) qu'en Europe et en Océanie. Cette plus faible prévalence en Asie ne reflète peut-être pas la réalité, et peut s'expliquer par une tradition de criminalisation du suicide, par l'importance accordée à la réputation familiale, et par une plus forte stigmatisation de l'autisme et des problèmes de santé mentale.

### Ratio hommes-femmes

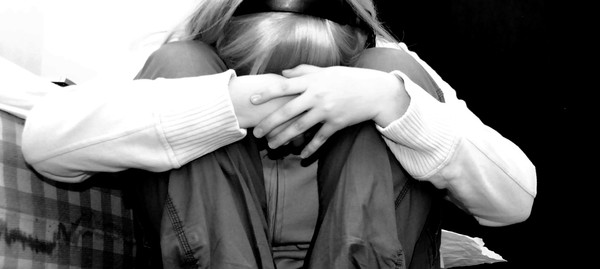
Adolescente autiste de 14 ans en retrait sensoriel (ou shutdown).

La première recension systématique, celle de Segers et Rawana en 2014, avait montré que les hommes autistes ont de plus fort taux de suicide que les femmes. L'étude des cohortes danoise,, suédoise, de l'Ontario (Canada) et de l'Utah (États-Unis) conclut au contraire que les taux d'idéations suicidaires et de passages à l'acte sont toujours plus élevés chez les femmes et les filles autistes que chez les garçons et les hommes. Ce fait statistique diffère de ce qui est constaté en population générale, où les hommes ont un plus fort taux de passage à l'acte que les femmes,.
La recension systématique de 2023 identifie les femmes autistes sans handicap intellectuel comme la population la plus à risque, mais « n'a que peu confirmé
les preuves antérieures que la suicidalité est plus fréquente chez les femmes autistes ». Les femmes sont majoritaires dans la plupart des études. La suicidalité des femmes autistes découle peut-être des difficultés d'identification de cette population, conduisant à des diagnostics tardifs ou manqués.

### Ratio par tranche d'âge
Parmi la cohorte danoise, les taux de suicide sont significativement plus élevés par rapport à la population générale dans toutes les tranches d'âge, et ce à partir de l'âge de 10 ans,. Le taux de suicide par tranche d'âge le plus élevé est enregistré chez des personnes âgées de 30 à 39 ans.
La méta-analyse de 2023 identifie un manque de recherches sur les taux de suicide par tranche d'âge. Il semble que les taux de suicides soient plus élevés chez les adultes que chez les jeunes, particulièrement à partir de l'âge de 20 ans,. Ces taux restent élevés chez les personnes plus âgées, soit cinq à six fois plus d'idéations suicidaires qu'en population générale.

### Moyens de suicide utilisés
D'après l'étude de la cohorte de l'Utah, les autistes sont moins enclins à se suicider avec une arme à feu que les non-autistes, mais ne diffèrent pas de la population générale en ce qui concerne le choix du mode de suicide. Il n'existe pas non plus de différence significative de méthode entre les hommes et les femmes ; la majorité (73 %) recourent à des moyens de suicide considérés comme violents. Les moyens non-violents sont généralement l'asphyxie et l'empoisonnement.
Dans le cas d'une cohorte finlandaise comptant des personnes autistes avec handicap intellectuel moyen à sévère, les moyens de suicide identifiés comprennent la pendaison, la noyade, l'intoxication par consommation de cigarettes ou médicaments, et le suicide par train, soit en s'allongeant sur une voie ferrée, soit en sautant sous un train.

### Limites des études
La grande majorité des études sont menées dans des pays à revenus élevés, dans un contexte où la population des pays à revenus faibles ou intermédiaires se suicide davantage. Les études sont insuffisantes dans la population des personnes autistes avec handicap intellectuel. L'absence de distinction entre idées suicidaires passives (désir d'être mort) et idéation suicidaire active (désir de se tuer) constitue un autre biais.

## Historique des études
Le 17 novembre 2010, la mère d'un enfant autiste suicidaire, Lynne Soraya, témoigne dans son blog sur le magazine américain Psychology Today de l'extrême rareté des ressources portant sur cette question. Elle salue deux ans et demi plus tard le lancement d'une première étude du risque suicidaire chez les enfants autistes, menée sur 791 enfants américains, qui conclut à une fréquence 28 fois plus élevée des idées suicidaires par comparaison avec le groupe de contrôle,.
En 2014, une recension systématique de Magali Segers et Jennine Rawana souligne le manque criant d'études ciblant la suicidalité du sous-groupe autiste, dans un contexte où il en existe un très grand nombre en population générale : la recension permet de trouver dix études évaluant un taux de personnes autistes comptant pour 7,3 à 15 % des populations suicidaires. Sur la base des résultats préliminaires d'une étude britannique dirigée par la docteure Sarah Cassidy, le neurologue et pédiatre italien Michele Raja publie une tribune dans The Lancet en 2014 afin d'encourager les professionnels de santé qui accompagnent des personnes autistes dites « Asperger » à se montrer vigilants sur le risque de suicide, longtemps négligé alors qu'il se révèle particulièrement élevé. Il s'ensuit une intégration du risque suicidaire aux sujets de recherche soutenus par l'International Society for Autism Research (INSAR) pendant quatre ans, avec de la recherche participative (participation directe de personnes autistes).
En 2018, il existe encore très peu d'études scientifiques consacrées au risque suicidaire des personnes autistes. Plusieurs travaux concluent ensuite que les traits autistiques sont plus élevés chez les adultes ayant fait une tentative de suicide que parmi la population générale,. Il existe aussi des niveaux plus élevés de traits autistiques chez les adultes ayant fait plusieurs tentatives de suicide, par rapport aux adultes n'ayant fait qu'une tentative.
En 2020, la journaliste et défenseure des droits des personnes autistes Sara Luterman dénonce les écarts de financement entre recherche fondamentale et recherche appliquée à l'autisme, notant que « des millions de dollars sont consacrés à des poissons zèbres et des rats génétiquement modifiés qui se toilettent trop, mais pratiquement rien pour découvrir pourquoi tant d'adultes autistes font des tentatives de suicide ». En février 2025, Brittany N. Hand et al. soulignent de fréquentes mésinterprétations en matière de communication scientifique de l'étude de Hirkivoski et al. concernant la mortalité des personnes autistes ; en écrivant dans des publications à fort impact et dans la presse grand public qu'être autiste réduirait l'espérance de vie de 16 à 18 ans sans prendre correctement en compte la prévalence des suicides, la communication de cette étude a eu des répercussions négatives sur les personnes autistes, impliquant des refus d'assurance habitation, de la détresse psychologique, des modifications de la planification de la retraite, et des disparités en matière de santé.

### Sous-estimation du risque suicidaire
Une collaboration entre les personnes autistes suicidaires et les cliniciens paraît nécessaire pour réduire la mortalité, de même que l'accès à des services de soutien post-diagnostic. L'accès des personnes autistes aux lignes téléphoniques de soutien aux suicidaires et aux services d'aide en santé mentale fait cependant souvent défaut, que ce soit à cause d'obstacles administratifs ou pour d'autres raisons.
En 2022, le chercheur médical Luke Curtis déclare :

« La communauté autiste est très exposée au risque de suicide. Il faut beaucoup plus de soutien communautaire, d'attention clinique et de recherche de qualité pour prévenir et traiter la dépression et le suicide chez les enfants, les adolescents et les adultes »

— Luke Curtis

#### Par les professionnels de santé
Les réponses de médecins américains engagés dans la prévention du suicide de leurs patients, interrogés par Jager-Hyman en 2020, montrent qu'ils rencontrent plus de difficultés pour identifier ces risques chez leur patientèle autiste que chez leur patientèle non-autiste, mais aussi qu'ils considèrent que leur patientèle non-autiste serait davantage à risque de suicide que leur patientèle autiste, une opinion allant à rebours de la réalité statistique. Le risque de suicide des personnes autistes apparaît donc sous-estimé par les professionnels de la santé interrogés à ce sujet. En 2023, une nouvelle enquête auprès de médecins du nord-est des États-Unis permet de constater que moins de la moitié d'entre eux identifient correctement les personnes autistes comme une population à risque suicidaire important.
Dans son enquête pour le média Spectrum News en 2018, Cheryl Platzman Weinstock interroge des psychiatres qui soulignent que l'apparition de signes suicidaires chez une personne autiste peut paradoxalement pousser des professionnels cliniciens de la santé mentale à les ignorer, en particulier à cause de l'expression des émotions, qui diffère de la population non-autiste. Un certain nombre de signes suicidaires facilement repérés comme tels parmi la population générale, les modifications du sommeil, de l'appétit et des relations sociales, sont souvent déjà présents de façon régulière chez la population autiste.

#### Par les parents
La méta-analyse de 2023 montre que les taux d'idéations suicidaires estimés par des parents sont toujours inférieurs aux taux auto-déclarés. Les jeunes autistes eux-mêmes semblent davantage en capacité d'identifier leur suicidalité que leurs parents. La comparaison avec des études qui se basent à la fois sur l'auto-déclaratif et sur un rapport informatif laisse à penser que les parents sous-déclarent les symptômes et la suicidalité.

### Développement de thérapies et d'outils de prévention du suicide
Il n'existait pas d'outil d'évaluation du risque de suicide spécifique à la population autiste jusqu'en 2020, alors qu'il s'agit d'une étape importante pour permettre la diminution des taux. Les professionnels de santé font parfois usage d'outils généraux de prévention du suicide, tels que la Safety Planning Intervention de Stanley et Brown, développée en 2012. En 2021, l'équipe de Sarah Cassidy développe le Suicidal Behaviours Questionnaire — Autism Spectrum Conditions (SBQ-ASC),, qui reste depuis lors (en 2023) le seul outil validé auprès de cette population. Il est aussi possible d'utiliser l'Ask Suicide-Screening Questions (ASQ) et le Self-Injurious Thoughts and Behaviors Interview—Self Report (SITBI-SR), outils généraux qui semblent fiables également pour la population autiste.
Une étude multicentrique est lancée en 2020 afin d'évaluer l'efficacité de la thérapie comportementale dialectique, déjà utilisée avec succès auprès de personnes suicidaires ayant un trouble de la personnalité borderline.

## Facteurs de risque

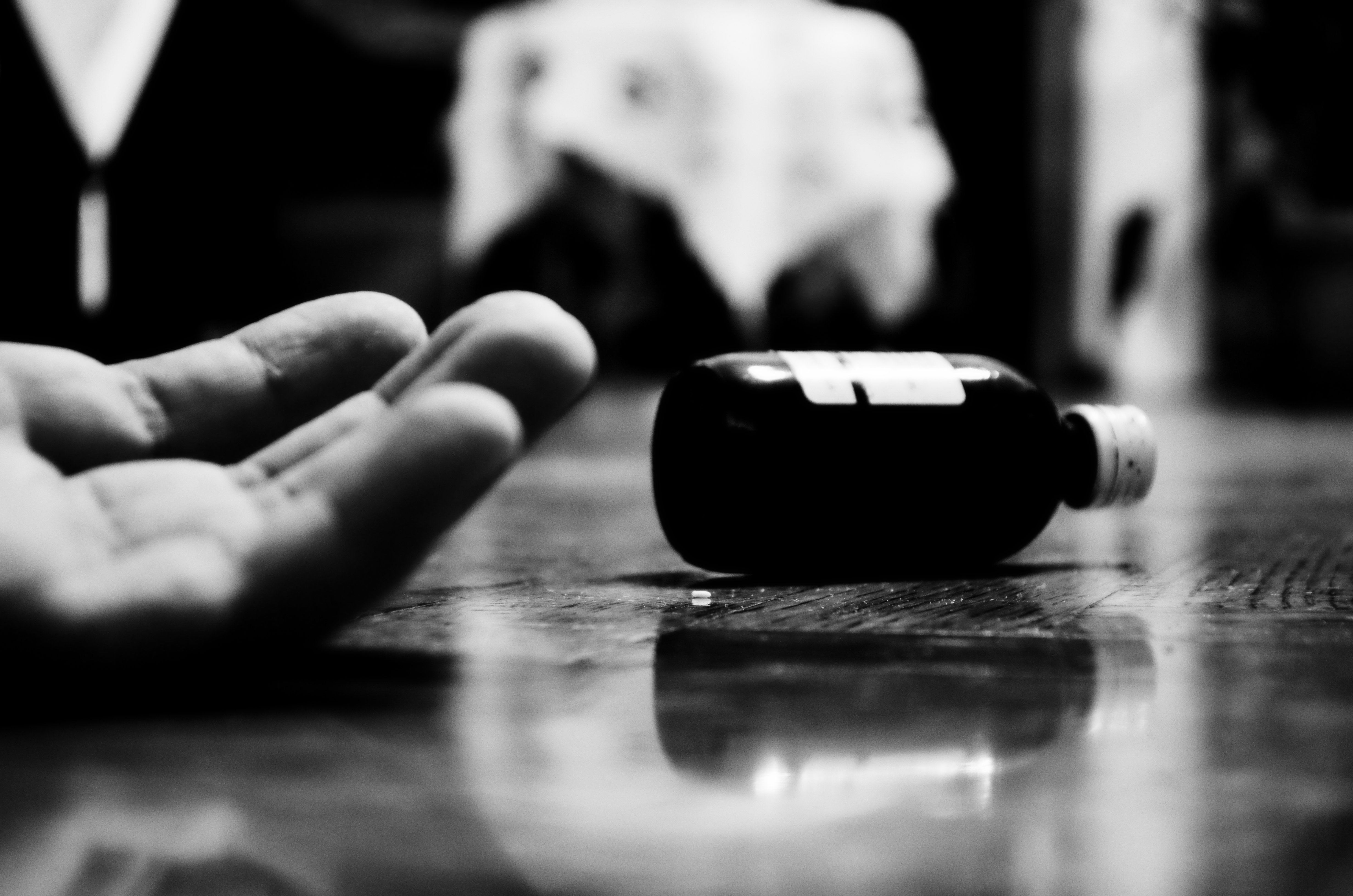
Allégorie d'un suicide par consommation de substance létale.

Certains facteurs de risque suicidaire en population autiste diffèrent de ceux des personnes neurotypiques,, mais peu de recherches permettent de les identifier,,. 
La forte fréquence des traits autistiques parmi les populations suicidaires peut trouver plusieurs explications : soit les traits autistiques élevés sont un prédicteur direct de suicidalité, soit l'autisme non diagnostiqué est plus répandu parmi les populations d'adultes ayant fait une tentative de suicide que dans la population générale, soit ce sont des troubles associés à l'autisme qui sont facteurs de risque. 

### Facteurs de risque reconnus
La plupart des personnes qui pensent au suicide combinent la dépression, le vécu de harcèlement et la solitude. Les autistes ont plus souvent et plus profondément le sentiment d'être perçus comme un fardeau pour leur entourage, une appartenance contrariée, et un ressenti de traumatisme à vie, que les personnes qui ne le sont pas. La recension de Segers et Rawana a aussi identifié le statut socio-économique inférieur, le fait d'être racisé et les problèmes de comportement parmi les facteurs de risque de mortalité suicidaire. L'isolement social et le manque d'accès aux services de soins aggravent vraisemblablement ces risques. Les jeunes autistes qui présentent les taux plus élevés de pensées et tentatives suicidaires ne sont pas seulement ceux qui ont cumulé le plus grand nombre de mauvaises expériences durant leur vie (harcèlement, deuil, vol, etc.), ce sont aussi ceux dont les capacités d'adaptation sont les plus réduites. 
La combinaison entre le sentiment d'être un fardeau et l'appartenance contrariée au groupe autiste pourrait créer le désir de suicide, le passage à l'acte dépendant de la capacité individuelle à surmonter la peur de la mort et la peur de la douleur. La recension d'Annabelle M. Mournet et ses collègues, en 2023, identifie que le facteur le plus étudié (avec le plus fort niveau de preuve) relève des constructions interpersonnelles, le second étant les symptômes dépressifs.

#### Mauvaise santé mentale, harcèlement et violences sexuelles
Les problèmes de santé mentale sont fortement corrélés au risque suicidaire, la cohorte de l'Ontario ayant permis d'identifier les troubles de l'humeur, l'anxiété, la schizophrénie et les troubles de la personnalité parmi les facteurs de risque. La cohorte danoise montre aussi le rôle très important de l'anxiété et des troubles affectifs saisonniers. La dépression, qui survient fréquemment au cours de la vie, est un facteur de risque majeur, remarquable par sa très grande fréquence, environ quatre fois supérieure par rapport à la population générale. L'anxiété concerne environ 40 % des enfants autistes, et 60 % des adultes, avec une fréquence plus élevée chez les femmes.
La stigmatisation sociale vécue par les personnes autistes dégrade leur santé mentale, dans un contexte où une idée reçue voulait que ce soit la condition autistique en elle-même qui la dégrade. Depuis les années 2010, un faisceau d'études démontre que les problèmes de santé mentale, particulièrement l'anxiété et la dépression, ne sont pas inhérents à l'autisme mais découlent plutôt du stress minoritaire et de mauvaises conditions de vie. Entre 70 et 80 % des autistes ont un problème de santé mentale concomitant, les plus fréquents étant l'anxiété et la dépression.
Le rôle joué par le harcèlement dans l'idéation suicidaire a été repéré dès 2013, puis confirmé par la suite,. Le taux élevé de violences sexuelles infligées aux femmes autistes explique aussi leur taux de suicide. L'isolement social et la dépression accroissent ce risque suicidaire chez les jeunes ; ces deux derniers facteurs sont souvent liés au harcèlement.

#### Camouflage
Le camouflage est un facteur de risque suicidaire spécifique à la population autiste. Il concerne particulièrement les femmes, qui témoignent d'expérimenter souvent du stress psychologique voire des idées suicidaires à cause de l'effort qu'elles fournissent pour camoufler leurs comportements propres à l'autisme en public,,. Ce camouflage (ou masking en anglais) est une stratégie d'adaptation afin d'interagir socialement en diminuant les discriminations.
South et al. interrogent « la croyance selon laquelle les personnes autistes doivent camoufler ou masquer leurs traits autistiques pour se conformer aux attentes de la société, par exemple en se forçant à établir un contact visuel avec les autres même si cela est source d'inconfort ». « Un tel camouflage est épuisant et est associé à une mauvaise santé mentale, y compris à des pensées et des comportements suicidaires ».
Une étude menée en ligne et publiée en 2020 (avec 86 % de répondantes, âgées de 20 à 23 ans) conclut que le camouflage des traits autistiques est corrélé à l'appartenance contrariée et au risque de suicide. Une nouvelle étude en ligne publiée en 2023 confirme ces résultats, permettant d'identifier le camouflage des traits autistiques comme un important facteur de risque transdiagnostique du suicide, qui perdure toute la vie durant.

#### Diagnostic tardif
Les résultats de l'étude de Sarah Cassidy en 2014 concluent qu'un diagnostic tardif (situation fréquente dans le cas de l'autisme sans handicap intellectuel) est corrélé à une plus forte prévalence des tentatives de suicide. La recension de 2023 confirme que le diagnostic tardif pourrait être facteur de risque, mais le biais de sélection demande des analyses complémentaires.

#### Haut potentiel intellectuel
Les personnes autistes sans handicap intellectuel ont un risque suicidaire plus élevé que celles ayant un handicap intellectuel associé,,,. Il existe cependant un défaut d'étude statistique des personnes autistes les plus lourdement handicapées, en particulier par inaccessibilité aux études menées via des questionnaires écrits.
En 2023, une étude avec groupe de contrôle menée à l'université de l'Iowa sur 7 000 enfants autistes conclut que les enfants à la fois autistes et à haut potentiel intellectuel ont davantage de pensées suicidaires que les enfants autistes dont le QI est dans la norme,.

### Facteurs de risque en questionnement
Il existe de nombreuses pistes de facteurs de risque encore non-explorées, telles que les troubles du sommeil, associés au risque de suicide en population générale et fréquents en population autiste, et les troubles de l'alimentation également fréquents chez les autistes.

#### Niveau d'éducation et de diplôme
Si la recension de 2014 identifiait le faible niveau d'éducation parmi les facteurs de risque de mortalité suicidaire, l'étude de la cohorte danoise a permis de conclure qu'au contraire de ce qui s'observe en population générale au Danemark, le taux de suicide augmente avec le niveau de diplôme, le taux le plus élevé concernant la rare population des personnes autistes titulaires d'un doctorat (PhD). Le niveau d'éducation élevé n'est donc pas identifié comme facteur de protection contre le suicide, et pourrait au contraire être facteur de risque. Une pression individuelle plus importante sur les autistes qui suivent des études supérieures, et l'exposition supérieure à d'autres facteurs de risque reconnus tels que le camouflage, pourraient l'expliquer.

#### Emploi
Le chômage et la relégation sociale sont présents à plus forte fréquence parmi la population autiste,. Cependant, le fait d'avoir un emploi n'est pas associé à une suicidalité réduite. L'emploi n'a donc pas d'effet protecteur chez les personnes autistes, alors qu'il en a un en population générale. Les auteurs de l’étude de cohorte danoise posent l'hypothèse que les salariés autistes expérimentent un niveau élevé de discriminations et d'intimidations sur leur lieu de travail, ou bien subissent davantage d'emplois mal rémunérés et précaires, ce qui devient source de stress plutôt que de stabilité, et augmente la suicidalité.

#### Automutilations

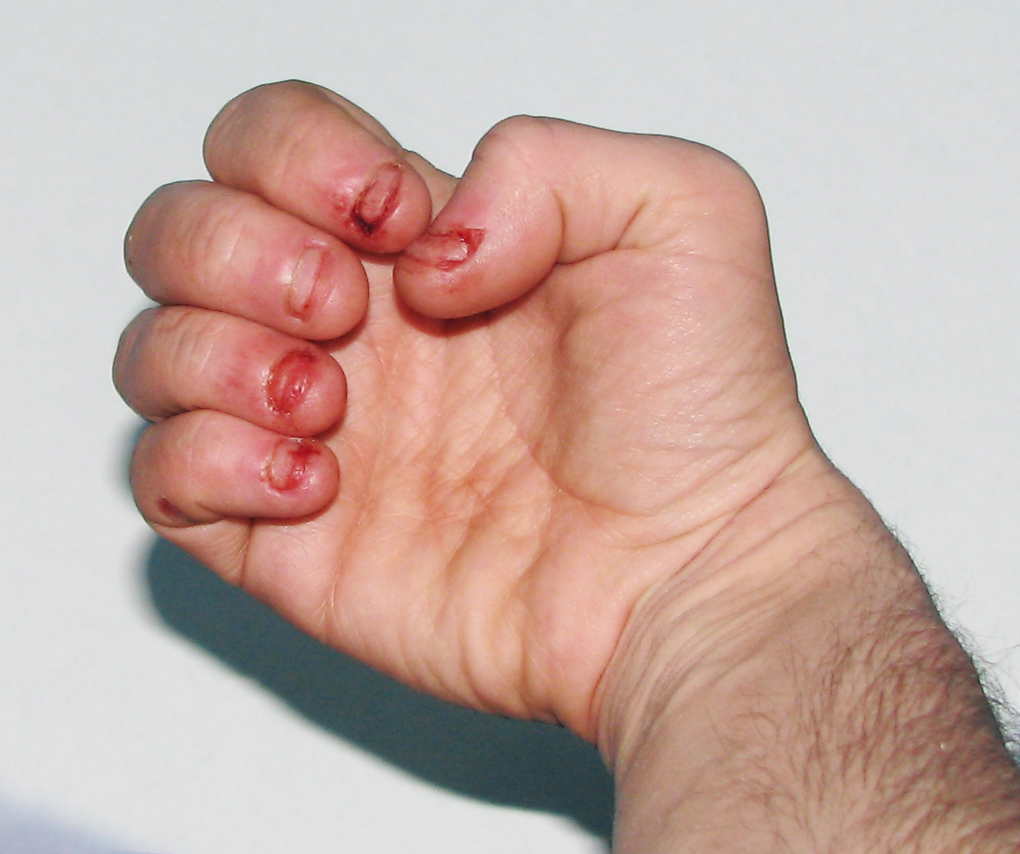
Se ronger les ongles à l'extrême en mordant de la peau est souvent associé à des troubles du spectre de l'autisme, comme dans cet exemple.

L'automutilation est reconnue comme un facteur de risque suicidaire parmi la population générale. Ce comportement est présent à forte fréquence parmi la population autiste,, mais son rôle n'est pas clair. 2,28 % des 334 étudiants chinois de niveau collège analysés pour leurs automutilations ont aussi un score élevé de traits autistiques, avec tendances à l'anxiété et à la rumination. Ces automutilations sont plus souvent présentes avec blessures auto-infligées chez les autistes ayant un handicap intellectuel, que chez ceux qui n'en ont pas.
Chez une personne diagnostiquée comme autiste, l'automutilation est généralement interprétée par les cliniciens comme faisant partie des symptômes de l'autisme, alors qu'elle est plus facilement corrélée au risque suicidaire parmi la population non-autiste. L'automutilation n'a pas d'association démontrée jusqu'alors avec le risque suicidaire des autistes. Une hypothèse serait que les comportements d'automutilation jouent un rôle dans le passage à l'acte suicidaire, en réduisant la peur de la mort et la peur de la douleur.

#### TDAH
L'étude de la cohorte suédoise (1987-2013) permet d'identifier le trouble déficitaire de l'attention avec ou sans hyperactivité (TDAH) comme facteur de risque supplémentaire. Cependant, celle de cohorte la danoise n'a pas permis de conclure à cette association au risque suicidaire.

#### Diversité de genre

Drapeau combinant les symboles de la transidentité et de la neurodiversité.

La recension de O'Halloran et collègues (2022) identifie la dysphorie de genre comme un facteur de risque. Cette piste est envisagée dans la mesure où la population transgenre et plus largement, autre que cisgenre, présente aussi un taux suicidaire plus élevé que la population générale.
La population autiste présente en effet un plus fort taux de fluidité de genre que la population générale, avec des taux élevés de dysphorie de genre. Il y a aussi un taux significativement plus élevé d'idéations suicidaires parmi les personnes autistes transgenres ou non-cisgenres, par comparaison avec les personnes autistes cisgenres.

##### Sommeil
Alors qu'il existe de nombreuses preuves de lien entre les troubles du sommeil et le risque suicidaire parmi la population générale, ce facteur restait début 2025 non-étudié en ce qui concerne la population autiste ; un groupe de trois chercheurs l'identifie alors comme une « priorité absolue » de recherche en santé mentale des adultes autistes.

### Facteurs de risque écartés
D'après les données et témoignages d'adultes autistes australiens, la pandémie de Covid-19 n'a pas été associée à un taux de suicide plus élevé. Les personnes interrogées déclarent que la pandémie « a eu des effets à la fois positifs et négatifs ». Cette pandémie est sporadiquement associée à une plus forte fréquence de la dépression, mais pas au risque de suicide.

## Facteurs de protection et de prévention
Des facteurs protecteurs contre le suicide en population générale, tels que l'âge avancé, le niveau d'éducation élevé, l'emploi et la vie en couple ou en concubinage, n'ont pas été retrouvés en population autiste. Les conditions de résilience sont multifactorielles. Il semble que l'association de l'autisme et des troubles bipolaires ait un effet protecteur qui favorise la résilience chez les personnes qui ne sont pas suicidaires. Un facteur d'importance réside dans la formation de l'identité, les parents et l'entourage pouvant obtenir de meilleurs résultats en intégrant la perspective de la neurodiversité. 
L'augmentation de la qualité des conditions de vie et l'accès à un réseau de soutien permettent de réduire la fréquence des suicides. La promotion de l'estime de soi est également reconnue comme importante.

### Contact avec des animaux

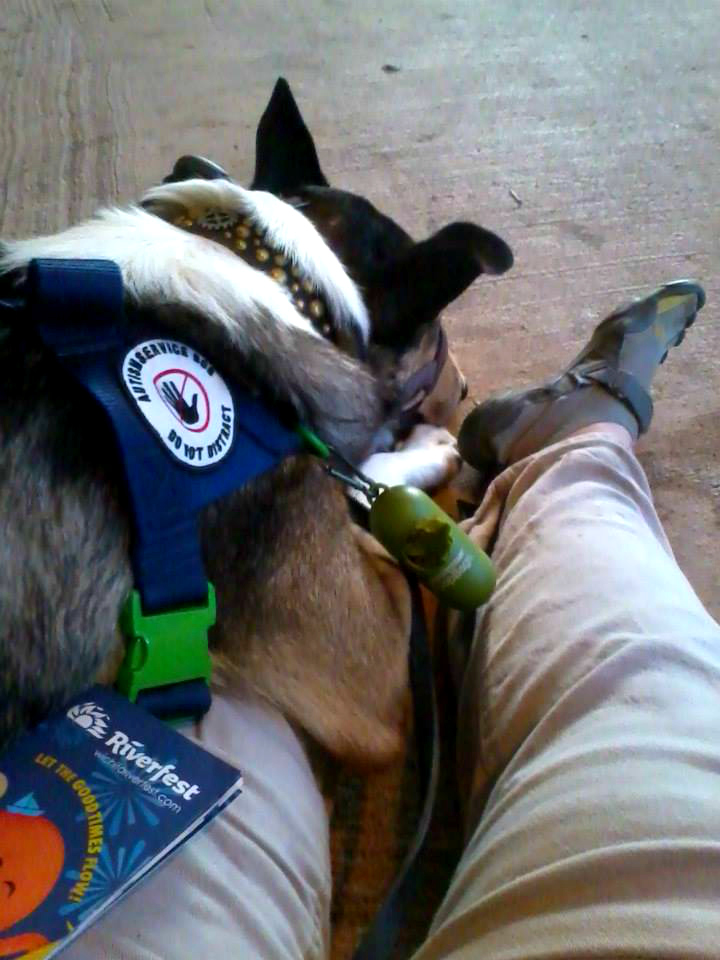
Chien d'assistance éduqué pour répondre aux besoins spécifiques des personnes autistes.

Les thérapies assistées par l'animal font l'objet de recherches afin de déterminer si elles réduisent ces taux de suicide. L'efficacité des chiens est suggérée grâce à deux facteurs : d'une part la personne autiste réalise que le chien souffrirait si elle ne lui prodigue pas de soins réguliers, d'autre part l'affection inconditionnelle que dispense le chien améliore la santé mentale de son propriétaire, qui peut grâce à cela oublier les phénomènes de harcèlement et ressentir l'acceptation.
L'interrogation de 36 propriétaires autistes de chiens au Royaume-Uni suggère que les interactions régulières avec le chien, incluant ses promenades, pourraient réduire le risque suicidaire tout en améliorant la santé mentale et le bien-être.

### Inclusion sociale
L'inclusion sociale est un facteur de prévention important,, qui peut passer par un travail avec la personne autiste sur ses compétences sociales. 
Dans un article de presse, la doctorante en psychologie Annabelle Mournet insiste sur la perception erronée d'une motivation sociale réduite, dans un contexte où l'entretien de relations sociales est facteur de protection. Elle estime que la majorité des autistes veulent avoir des relations sociales, mais ne le peuvent pas en raison du rejet dont ils sont victimes. Elle plaide pour le développement de mesures de protection contre le suicide intégrant une aide à créer des connexions sociales.

## Débats de société et suicides médiatisés

### Débat éthique autour du suicide assisté

Législation et pratique judiciaire dans le monde
Suicide assisté légal
Légalisé par décision de justice, mais non légiféré ou réglementé
Suicide assisté illégal

La Belgique et les Pays-Bas autorisent le suicide assisté aux personnes en souffrance psychologique. Dans ces deux pays, une surreprésentation de demandes d'euthanasie par des personnes (majoritairement des femmes) ayant un trouble du spectre de l'autisme est constatée. Les questions éthiques soulevées sont d'une part de savoir si l'autisme affecte le jugement du demandeur, d'autre part s'il existe des alternatives au suicide assisté, enfin de déterminer si le seul diagnostic d'autisme justifie médicalement une telle décision. La moitié des personnes qui ont une condition psychiatrique et qui demandent le suicide assisté ont déjà commis une ou plusieurs tentatives. Le chercheur américain Michael M. Waddel estime qu'au regard des connaissances disponibles, la communauté autiste constitue un groupe vulnérable exposé à « un risque accru de préjudice irrémédiable de décès prématuré dû au suicide assisté ». Dans le cadre d'une possible extension du droit au suicide assisté en cas de souffrances psychique au Canada, le professeur Trudo Lemmens déclare en 2020 dans la presse que cette autorisation ne ferait que « consacrer la présomption capacitiste selon laquelle la vie avec un handicap chronique ne vaut pas la peine d’être vécue ».
Il existe des diffusions de fausses nouvelles en ce domaine, par exemple qu'une décision secrète du Forum économique mondial viserait à pousser les personnes autistes, et plus largement les personnes en situation de handicap, à demander leur suicide assisté partout sur la planète.

#### Suicide assisté aux Pays-Bas
Les statistiques relatives au suicide assisté de patients ayant consulté un psychiatre aux Pays-Bas révèlent une surreprésentation de patients autistes, soit 19 % des demandes associées à une condition psychiatrique sur la période 2011-2014,. Entre 2012 et 2021, les euthanasies pour « souffrance psychologique » ont concerné 40 personnes autistes, dont cinq de moins de trente ans qui ont cité leur autisme comme étant l'unique raison de leur demande d'euthanasie.
L'analyse de neuf cas néerlandais montre que le motif de la demande de suicide assisté n'est pas l'assimilation de l'autisme à une maladie incurable, mais relève plutôt de la difficulté à vivre le handicap au quotidien. L'équipe d'Irene Tuffrey-Wijne en conclut que les critères néerlandais d'accès au suicide assisté n'offrent pas de garanties suffisantes aux demandeurs autistes. Commentant cette étude, le professeur canadien Tim Stainton souligne qu'elle met en lumière un défaut de la société néerlandaise à « protéger pleinement les personnes handicapées d'une mort non désirée résultant d'une pression subtile, du désespoir de vivre dans un monde où leur existence quotidienne est perçue comme une souffrance inévitable ou de l'épuisement à se battre pour obtenir les aménagements nécessaires ». Il note également que ce problème éthique découle de la pensée selon laquelle « mieux vaut être mort qu'handicapé », illustrant l'échec de la société à permettre aux adultes autistes d'avoir une vie digne.

#### Suicide assisté en Belgique
Sur 100 patients de psychiatrie randomisés qui ont fait une demande de suicide assisté en région flamande entre 2007 et 2012, 19 étaient autistes.
L'affaire Tine Nys, concernant une femme diagnostiquée « Asperger » de 38 ans qui a fait plusieurs tentatives avant l'acceptation de sa demande de suicide assisté en 2010, donne lieu à une longue bataille judiciaire impliquant la question du soutien à apporter aux personnes autistes, et celle de savoir si l'autisme sans déficit intellectuel est éligible à la loi d'euthanasie belge au motif des « souffrances psychiques insupportables »,. Une femme autiste médecin et une association française de personnes autistes estiment que la souffrance de Tine Nys était due au défaut de diagnostic précoce, à la discrimination et à la psychophobie, plutôt qu'à son autisme en lui-même.

### Suicides individuels associés à du harcèlement et des rejets
L'analyse des causes de suicide des jeunes aux Pays-Bas révèle qu'un profil-type est celui du jeune garçon autiste qui expérimente des situations de rejet de manière répétée. Un exemple est celui de Cameron Warwick, un adolescent autiste et homosexuel qui a fait son coming out à l'âge de 12 ans auprès de ses camarades de classe, avant de subir quatre ans de harcèlement, étant notamment victime de jets d'objets, ce qui l'a mené à un état dépressif, puis au suicide dans une forêt de Fareham (Angleterre) en septembre 2019. Un autre exemple est Daan, adolescent autiste en surpoids âgé de 14 ans et originaire de Waregem en Belgique flamande, qui a mis fin à ses jours en janvier 2023 après ce que l'on soupçonne être un harcèlement régulier dans son établissement scolaire et ses clubs sportifs,.
Il existe aussi des témoignages individuels de femmes autistes au sujet de harcèlements scolaires au long cours, qui ont mené à des tentatives de suicide.

#### Gareth Oates

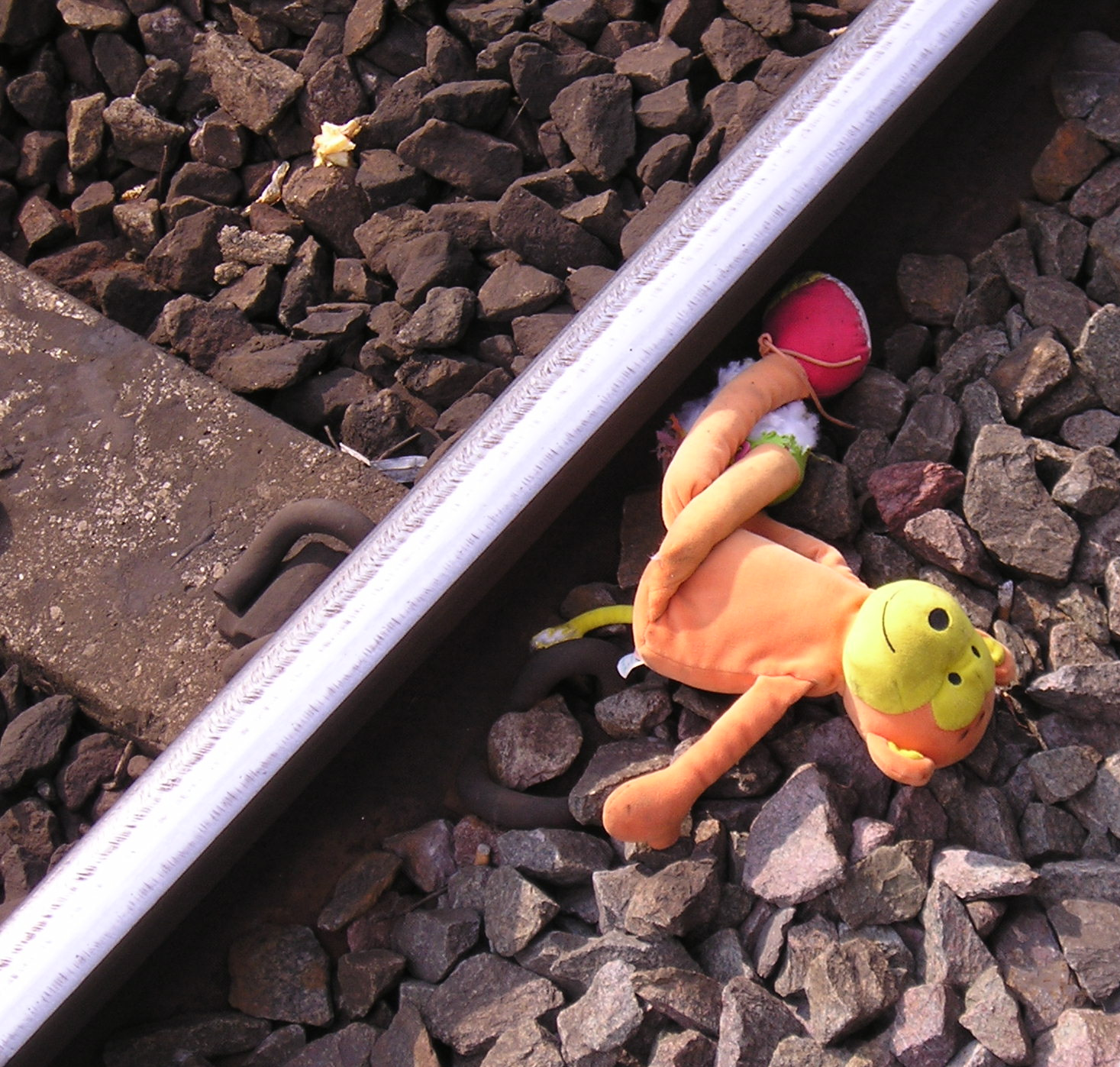
Gareth Oates s'est jeté sous un train à Marsden.

En 2010, le jeune Gareth Oates, âgé de 18 ans et originaire de Stowmarket, se suicide en se laissant percuter par un train à la gare de Marsden. Sa mère souligne le harcèlement scolaire régulier dont il était victime, ainsi que l'absence d'intervention du service de soutien en santé mentale du Suffolk, alors qu'elle l'avait alerté de l'état de son fils. Ce dernier a fait part d'intentions suicidaires dès ses 11 ans, et était surnommé suicide boy par les harceleurs de son école,. Sa mort donne lieu à une prise de conscience de l'absence de service national de soutien aux jeunes de 16 à 18 ans au Royaume-Uni.

#### Caitlyn Scott-Lee
Caitlyn Scott-Lee, étudiante autiste d'origine chinoise brillante âgée de 16 ans, se suicide à la prestigieuse école Wycombe Abbey School en Angleterre le 21 avril 2023. Son journal intime révèle qu'elle s'est enfuie d'un voyage scolaire au collège d'Eton pour « appeler à l'aide », et en a été punie par une retenue de deux heures ; elle a annoncé sa volonté de se suicider dans son journal la veille et est passée à l'acte quelques heures avant cette retenue programmée. Après ce drame, son père, lui-même autiste, décide de s'investir dans la recherche et la défense de la neurodiversité,.

### Suicides individuels associés à de mauvaises conditions de vie

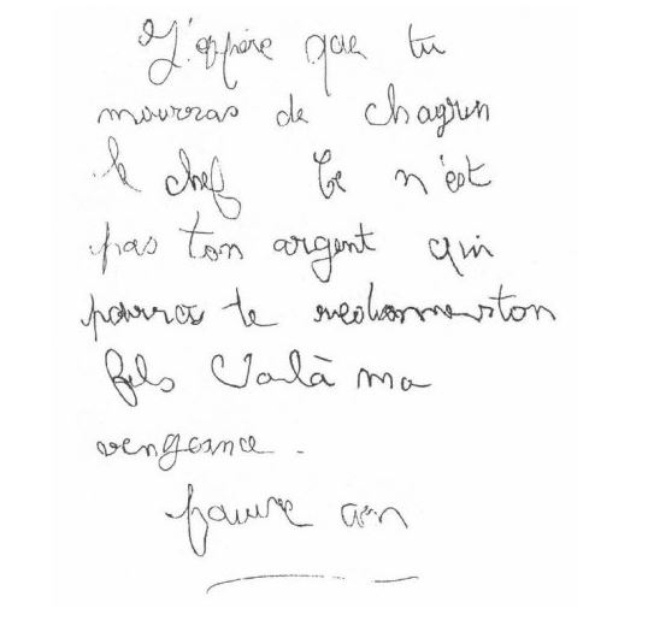
Exemple de lettre de haine anonyme dont l'auteur se réjouit de la mort d'un enfant.

Au Canada, le défaut d'hébergement des adultes autistes sans soutien familial dégrade leurs conditions de vie, par exemple dans des logements insalubres, causant des suicides. Le 16 août 2013, une lettre de haine anonyme envoyée aux parents d'un enfant autiste de Newcastle en Ontario leur demande de l'euthanasier ou bien de déménager « au fond des bois », provoquant un émoi considérable à la fois dans ce pays et à l'international,,. 
En octobre 2018, un jeune présumé autiste de Sherbrooke âgé de 21 ans, souffrant de dépression, se suicide après avoir vainement recherché une aide psychologique pendant 20 mois d'affilée. En août 2021, un couple de Woustviller (France) qui a adopté un enfant autiste lourdement handicapé et ne trouve pas de structure d'accueil adaptée à leur enfant évoque un suicide collectif « mûrement réfléchi »,.
En mai 2022, Lindsay Bridges témoigne du suicide de sa fille autiste de 20 ans après plusieurs mois d'isolement et de mauvais traitements dans les services psychiatriques de l'hôpital de Manchester.

### Suicides individuels associés à des violences sexuelles
Une jeune fille autiste de 12 ans s'est suicidée par ingestion de substances létales en juin 2021, après que la police anglaise a refusé d'enregistrer sa plainte pour viol par un garçon plus âgé qu'elle, à Southport,. 

### Suicide individuel associé à une médication inadaptée

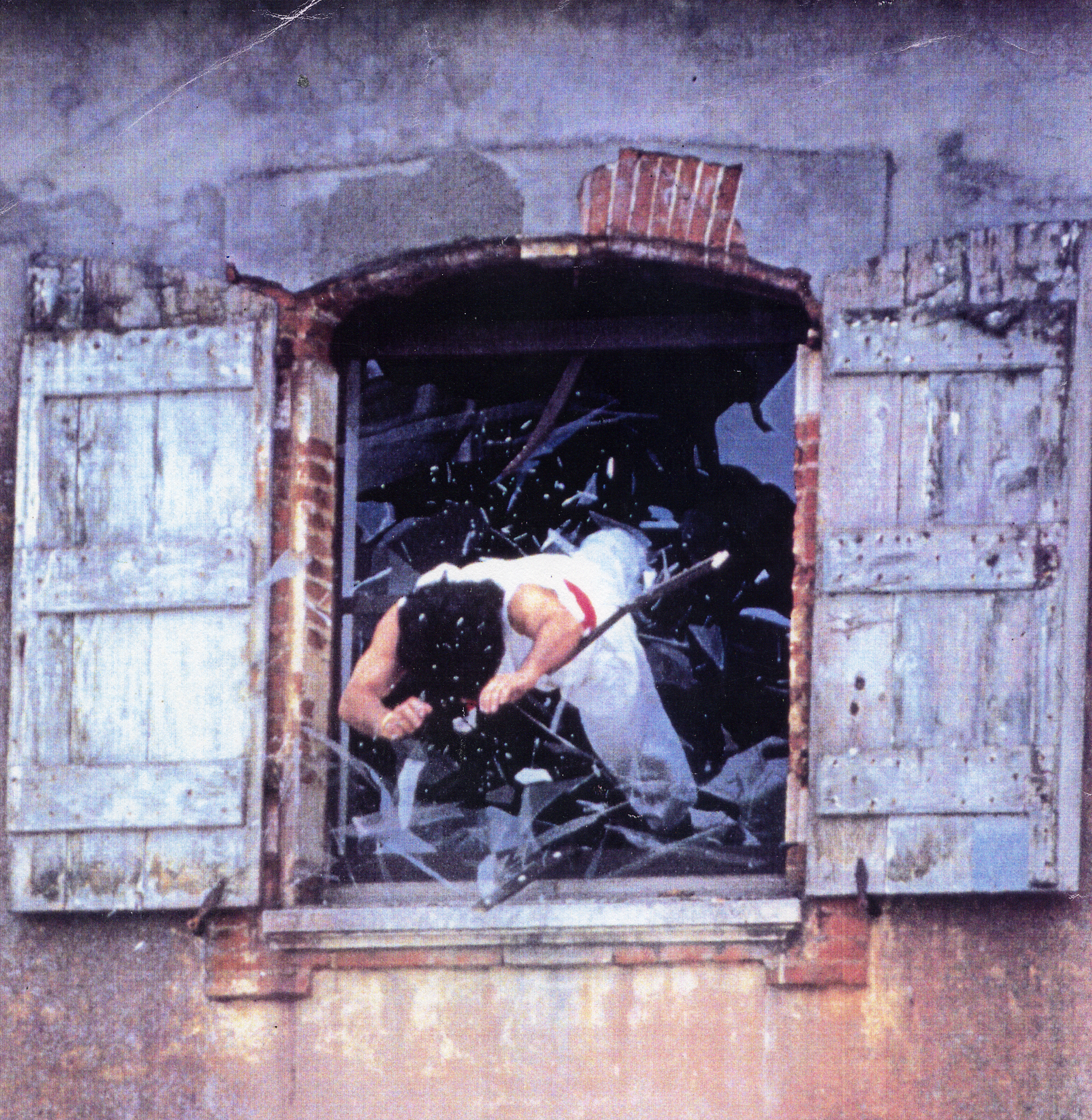
Défenestration reconstituée par un professionnel cascadeur.

En 2015, Yassine, un jeune autiste de 13 ans, se défenestre du 10e étage de son immeuble de la cité des Franc-Moisin, à Saint-Denis. Le suicide n'est initialement pas retenu, puis l'association Vaincre l'autisme met en cause le médicament Abilify qui lui était prescrit, une molécule connue pour accroître le risque suicidaire. Cela conduit à la publication d'une note de l'Agence nationale de sécurité du médicament et des produits de santé, rappelant que cette molécule n'est pas conseillée en cas d'autisme,,.

### Réactions associatives et politiques
En septembre 2021, l'ONU interpelle la France au sujet des taux de suicide élevés de personnes autistes dans ce pays. En novembre 2023, le plan du gouvernement français vers les personnes ayant des troubles du neuro-développement prévoit l'adaptation des plate-formes d'aide et d'écoute suicide aux spécificités de la population autiste.
Au moins depuis juillet 2021, la National Autistic Society du Royaume-Uni diffuse des conseils aux proches de personnes autistes et professionnels de santé.
Le RAID (unité de police française) intervient au domicile d'un homme autiste et schizophrène habitant Bordeaux en août 2023, l'empêchant de se suicider après une heure et demie de négociations.

### Représentations culturelles
En Allemagne, le roman Alle Farben grau (Toutes les couleurs sont grises), inspiré de l'histoire vraie du jeune Emil qui s'est suicidé à l'âge de 16 ans peu après avoir été diagnostiqué d'une dépression, paraît en septembre 2023,. Cet adolescent autiste brillant n'a pas reçu de soutien approprié, et s'est enfui une semaine avant d'être retrouvé mort.
Dans le cadre de la promotion de son livre Bienvenue dans mon monde en 2022, le candidat de jeu télévisé et chroniqueur radio Paul El Kharrat déclare dans les médias avoir eu des idéations suicidaires,.